# Asad Khānī
Asad Khānī (persiska: اسد خانی, كرتول) är en ort i Iran.   Den ligger i provinsen Lorestan, i den nordvästra delen av landet, 300 km sydväst om huvudstaden Teheran. Asad Khānī ligger 1 492 meter över havet och antalet invånare är 690.
Terrängen runt Asad Khānī är kuperad österut, men västerut är den platt. Runt Asad Khānī är det tätbefolkat, med 257 invånare per kvadratkilometer. Närmaste större samhälle är Borujerd, 11,9 km norr om Asad Khānī. Trakten runt Asad Khānī består till största delen av jordbruksmark.